# 贝特马
贝特马（Betma），是印度中央邦Indore县的一个城镇。总人口12529（2001年）。

## 人口
该地2001年总人口12529人，其中男性6422人，女性6107人；0—6岁人口2089人，其中男1099人，女990人；识字率63.04%，其中男性为72.25%，女性为53.35%。